# Jesus Ugas Nicorsin
Jesús Almiro Ugas Nicorsin (Yoco, 14 de abril de 1943-Maracay 21 de marzo de 1992) fue un pintor, escultor y profesor de artes plásticas venezolano Sucre. Su obra abarca la pintura, escultura, grabado, artes gráficas, y encuadernación. Su estilo se desarrolló desde el Postmodernismo pasando por el Expresionismo Abstracto y el hiperrealismo, llegando a experimentar con el Arte Pop, siempre manteniendo una interpretación personal con elementos adaptados de cada estilo. Su trabajo siempre fue identificado con los símbolos de la vieja escuela hasta el final de sus días.
Su obra estuvo cargada de gran profundidad artística, manteniendo siempre la intensidad de las luces y pigmentos, conservando un invariable  «espíritu de rebeldía e innovación». 

## Biografía

### Nacimiento y Juventud
Jesús Almiro Ugas Nicorsin nació en el seno de una familia de bajos recursos en Yoco, pueblo ubicado en la Península de Paria a 244 km de la capital del Estado Sucre. Su padre, Juan Eladio Ugas fue oficial de policía y su madre, Herminia Nicorsin de Ugas dedico su vida a su familia. En el poblado pariano, su infancia se caracterizó por la necesidad de aprender todo lo que estuviera a su alcance, desde pequeña edad muestra señales de talento al realizar sus primeros dibujos.
En el año de 1956, los padres de Jesús Almiro, se desplazan desde la población de Yoco y se establecen en la ciudad de Cumaná (capital del estado). Ingresa en la Escuela de Bellas Artes “Gómez Cardiel” a los 16 años, donde realiza sus primeros estudios de artes plásticas, egresando en el año 1966 como Técnico Medio en Arte Puro. Durante su época juvenil, mostró un liderazgo «combativo cargado de humildad», características que se conjugaron para impregnar su obra.

### Historia artística en Cumaná
Para Nicorsin, Cumaná fue un momento histórico para su arte, para este entonces su obra se esparcía entre bodegones, naturalezas muertas, retratos, autorretratos y paisajes hechos con las más diversas técnicas, utilizando para ello el carboncillo, la tiza pastel, la acuarela, la témpera, el óleo, el acrílico, la placa, entre otros. Durante el periodo de 1965 hasta 1970, desarrolla su dibujo hasta alcanzar la maestría.
En el año 1966, funda junto a los pintores Felipe Meneses Vargas y Lucas Arias El Taller de Arte “Rueda” en la Avenida Arismendi de la ciudad de Cumaná, allí Nicorsin enseñaba pintura, dibujo, escultura y encuadernación. El Taller de Arte “Rueda”, se convierte para estos tiempos en un espacio de encuentro para la literatura, la crítica del arte y la motivación artística.  
Su rol como profesor en el Taller de Arte «Rueda» le permitió seguir aprendiendo debido a la oportunidad de expresar con mayor libertad y vehemencia toda su arte. En este periodo donde realiza escultura, grabado, artes gráficas y encuadernación, experimenta las distintas técnicas existentes en las artes visuales
En 1972, ejerció la docencia en el Centro Básico de Artes Plásticas de Cumaná desempeñándose como profesor de Historia del Arte. Un año después (1973) junto a un grupo de pintores del estado Sucre, funda el Taller de Arte Revolucionario “Rosa Alarcón”, conjugando de esta forma la versatilidad y rebeldía artística que se gestaban para la época en la Primogénita del Continente, ideologías que Nicorsin hizo suyas para profundizar en las nuevas propuestas del arte  moderno y apoyar las posiciones radicales asumidas por los jóvenes pintores que expresaban inconformidad frente al vacío e incoherencia existentes en el Centro Básico de Artes Plásticas.
Para este año, Nicorsin realiza experimentos dentro del Arte Pop resultando en una serie de pinturas que entrelazaron el arte y la figuración abstracta, sin llegar a ahondar más en esta corriente artística, retoma la pintura de marinas y retratos de personajes ilustres de la historia militar, literaria, científica y humanista de Venezuela. Pero, es a finales de 1973 cuando rompe con la corriente de paisajismos tradicionales e incursiona en el expresionismo abstracto.

### Historia artística en Villa de Cura
En el año de 1975 se residencia en la localidad de Villa de Cura, Municipio Zamora, Estado Aragua, junto a su esposa Mirian López, donde su arte alcanza su máxima expresión.
Para el año 1976 se desempeña como profesor de dibujo, pintura y escultura en la escuela de artes plásticas “Rafael Monasterios” de Maracay, es aquí donde a través de la investigación de nuevas corrientes y la práctica de las mismas logra enriquecer su formación artística y académica. Para este periodo de su carrera, se revela a la tradición de su estilo y comienza su tránsito hacia nuevos conceptos tomando elementos del hiperrealismo y la nueva figuración, logrando en su arte transformar las figuras humanas en metáforas e integrar elementos sencillos de la arquitectura para crear con ellas su modelo creativo. 
El año 1980, abre un nuevo periodo para el arte de  Nicorsin, presentando un trabajo el cual expresa un universo exterior donde la forma explora los detalles narrativos del espacio formado por descripciones y detalles minuciosos. Es en estas obras donde el pintor muestra espacios llenos de estructuras mecánicas y alucinaciones líricas; basado en esta experiencia artística Jesús Ugas Nicorsin, varia sus conceptos, llevándolo a trabajar las formas aéreas logrando alcanzar espacios más complejos para las nociones que siempre marcaron su obra. No obstante, es importante destacar que en todas las obras realizadas por este artista sucrense durante la década de 1980 se percibe cierta divergencia en las distintas proposiciones, quedando a simple vista dos vertientes en constante choque desde el punto de vista conceptual y plástico.
Por ejemplo, las obras que realiza en todo ese periodo nos muestran una variedad en el discurso, las obras concernientes a la nueva figuración, son grotescas, sarcásticas y tensas; mientras que las obras realizadas bajo la concepción hiperrealista son sublimes, constructivistas y bien calculadas, en ellas la forma expresa escenas con encuentros cromáticos que ponen al descubierto su paciencia extraordinaria y el fiel cumplimiento a su perfil de buen dibujante. A diferencia de las obras anteriores Nicorsin se consolida con el dibujo y lo hace flotar sobre colores metafísicos y líneas aéreas, cargadas de magnetismo que nos hablan de vivencias llenas de inquietudes; ensambladas a través de encuentros, búsquedas y desencuentros. 
De esta manera, presenta su propuesta en dos ambientes distintos, en la primera observamos una geografía que dignifica el área emocional del espacio y en la segunda visualizamos un universo socio geográfico con símbolos asimétricos que nos muestran dimensiones profundas, paisajes astrales y formas deshumanizadas por el tiempo y la barbarie.

### Premios y reconocimientos de su carrera
A lo largo de su carrera artística, participó en varias exposiciones colectivas en diversas salas de arte en Venezuela, entre las que destacan: Salón Nacional de Arte de Aragua (VII/1982-VIII/1983); Salón Arturo Michelena, Valencia, estado Carabobo (1982-1983); Bienal de Cagua (1984); Salón Nacional de Arte Aragua (XI/1986); Bienal de Guayana, estado Bolívar (1987); 1er Salón Nacional, Museo de Bellas Artes, Caracas.
Obtuvo una participación con destacamento en la exposición XII En Encuentro, realizada en mayo de 1991, en el marco de la celebración del II Reencuentro de villacuranos, junto a otros conocidos artistas locales.
Algunos de los galardones obtenidos por Jesús Ugas Nicorsin son: 1er. Premio Bienal de Cagua (1984); segundo premio de pintura del Salón Nacional de Arte Aragua (XI/1986); Mención Especial, Bienal de Guayana (1987).

### Deceso
Tras una vida de trabajo, estudio y practica, fallece a sus 49 años en el hospital central de Maracay en el año 1992. A raíz de su trágico deceso y recorrido artístico, es fundado como homenaje a su memoria la Galería Jesús Ugas Nicorsin en Cumaná, estado Sucre. Venezuela.